# Тынок, Степан Семёнович

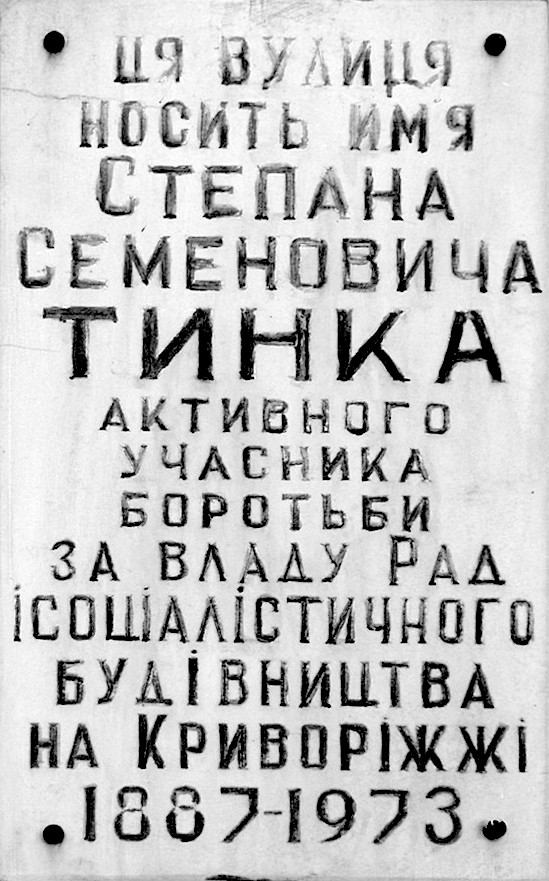
Аннотационная доска улицы Тынка в Кривом Роге

Степан Семёнович Тынок (5 мая 1887, Кривой Рог, Херсонская губерния — 13 мая 1973, неизвестно) — активный участник революционного движения и трудовой борьбы, организатор первых отрядов Красной гвардии на Криворожье. Прокурор нескольких районов УССР.

## Биография
Родился 5 мая 1887 года в местечке Кривой Рог в сельской семье.
В пятнадцать лет, получив неполное среднее образование, стал учеником слесаря. Участник революционных событий 1905 года, случайно избежал ареста, находился в подполье.
Участник Первой мировой войны. Член РСДРП(б) с 1 апреля 1917 года. В мае 1917 года избран председателем Дубовобалкинской, потом Вечернекутской организаций РСДРП(б). В июле избран депутатом Криворожского совета, после перевыборов в ноябре — заместитель председателя совета Поликарпа Сиволапа.
При активном участии был сформирован отряд Красной гвардии на руднике «Дубовая Балка», который влился в 1-й Криворожский революционный полк. В январе 1918 года участвовал в вооружённом восстании за власть Советов в Кривом Роге. В 1918 году входил в состав исполкома Криворожского совета. В 1920 году — председатель Криворожского ревтрибунала.

### Трудовой путь
- 1903—1909 — молотобоец в кузнице Брянско-Карнаватского рудника;
- 1909—1911 — военная служба в Новгороде, слесарь мастерских Выборгского 85-го пехотного полка;
- 1911—1914 — котельный слесарь на Брянско-Карнаватском руднике и руднике «Дубовая Балка»;
- 1922—1923 — начальник милиции Кривого Рога;
- 1923—1924 — прокурор Криворожского округа[2];
- 1924—1928 — помощник прокурора Екатеринославской губернии;
- 1934—1941 — работал в шахтоуправлении им. Октябрьской революции;
- 1941—1943 — работник Гороблагодатского рудника на Урале;
- 1943—1944 — прокурор Верхнеднепровского, Широковского районов;
- 1944—1953 — прокурор Кицманского района Черновицкой области.

Вышел на пенсию, персональный пенсионер союзного значения.
Умер 13 мая 1973 года.

## Награды
- орден Ленина.

## Память
Именем Степана Тынка была названа улица в Кривом Роге. 19 мая 2016 года решением главы Днепропетровской областной госадминистрации Валентина Резниченко улица Тынка была переименована в улицу генерала Радиевского.